# یوگنی تیشچنکو
یوگنی تیشچنکو (روسی: Евгений Андреевич Тищенко؛ زادهٔ ۱۵ ژوئیهٔ ۱۹۹۱) بوکسور اهل روسیه است.
وی همچنین برندهٔ جوایزی همچون نشان دوستی شده‌است.
وی در مسابقات کشوری و بین‌المللی در مجموع برندهٔ ۵ مدال طلا، ۲ مدال نقره شده‌است.